# Готфрід Анастасія Сергіївна
Анастасія Сергіївна Готфрід (до шлюбу Романова; * 1996) — українська та грузинська спортсменка-важкоатлетка.

## З життєпису
Народилася 1996 року в Сніжному у спортивній родині. Батько — Сергій Миколайович Романов, майстер спорту з важкої атлетики, мама — Антоніна Петрівна; кандидат в майстри спорту з гімнастики. В спортивній залі уперше з'явилася у віці 3 років. Серйозно займатися важкою атлетикою почала 1997 року. 2007 року при вазі 28 кг штовхнула 32 кілограми.
Чемпіонка Європи і світу серед юнаків та юніорів. Через суперечку з новим головним тренером жіночої збірної України, Юрієм Кучиновим, змушена була змінити спортивне громадянство на грузинське.
У 2015 році дебютувала на дорослому рівні. На Чемпіонаті світу з важкої атлетики-2015 (Х'юстон) — в категорії понад 75 кг посіла 12 позицію: ривок 121 кг; поштовх 142 кг; сума двох вправ 263 кг.
Переможниця Чемпіонату Європи-2016 (Фьорде) — 113 кг; 136 кг; 249 кг. Була другою в категорії понад 75 кг, однак внаслідок дискваліфікації в травні 2019 року за застосування допінгу Рипсиме Хуршудян до Анастасії перейшло звання чемпіонки Європи. На Літніх Олімпійських іграх-2016 — 12-та: 113 кг; 135 кг; 248 кг.
Краща спортсменка Грузії 2016 року.
Переможниця Чемпіонату світу з важкої атлетики-2017 (Анахайм) — в категорії до 90 кг, виграла перше в історії Грузії жіноче «золото» на першостях світу.
Переможниця Чемпіонату Європи-2018 (Бухарест).
Чоловік — Денис Готфрід, бронзовий призер літніх Олімпійських ігор 1996 року, дворазовий чемпіон світу і Європи.